# Вильнюсский трамвай
Вильнюсский трамвай (лит. Vilniaus tramvajus) — конная и моторнотрамвайная система в столице Литвы Вильнюсе, действовавшая в 1893—1926 годах. В 1970-е велось проектирование скоростного трамвая, после 2000 года обсуждалось возрождение трамвайной системы, однако в ходе транспортной реформы 2013 года было принято решение о развитии сети скоростных автобусов и по состоянию на 2023 год восстановление трамвайного движения не планируется.

## Конный трамвай (конка)
В конце XIX века на территории нынешней Литвы пассажиров долгое время возили конные повозки. Для перевозки людей и грузов использовались крепкие четырёхколёсные повозки или простые двухколёсные крестьянские повозки. Более состоятельные люди ездили в каретах или на лошадях. По мере роста населения в Вильнюсе появились дилижансы, запряжённые четырьмя лошадьми.
Вначале 1886 г. предлагалось установить четыре линии конки:
1. Зелёный мост — Вокзал через улицы Вильняус, Клайпедос, Пилимо;
2. Вокзал — Зелёный мост через улицы Аушрос Варту, Субачаус, Диджёйи, Пилес и Георгиевский проспект (ныне проспект Гедимина лит. Gedimino prospektas);
3. улица Пилимо — Заречный мост (мост Ужупё; лит. Užupio tiltas) через улицы Траку, Доминикону, Швянто Йоно, Пилес и Георгиевский проспект;
4. Кафедральная площадь — Военный Госпиталь (Антакальнис)

Вильнюсские конные трамвайные линии спроектировал петербургский инженер Андрей Николаевич Горчаков, а строительством руководил инженер Моисей Лазаревич Ляховский, который ранее устанавливал конки в Даугавпилсе, Минске, Туле, Воронеже и других городах. Линии прокладывала и обслуживала компания «Российская городская и пригородная конная железная дорога», которая благодаря своей монополии на рынке могла достаточно высоко поднимать цены. Из-за узкой ширины улицы было решено развернуть маршрут от Зелёного моста к вокзалу по улицам Ягайло и Пилимо. В Антакальнисе между улицами Песочная (ныне улица Смелё; лит. Smėlio gatvė) и В. Грибо (лит. V. Grybo gatvė) был построен трамвайный парк (депо). Проходивший через парк безымянный переулок получил имя Трамвайной улицы (ныне улица Трамваю: лит. Tramvajų gatvė).
В 1893 году были установлены и открыты 3 линии:
| № | Маршрут                            | Дата открытия   |
| - | ---------------------------------- | --------------- |
| 1 | Вокзал — Зелёный мост              | 1893 г. 15 июня |
| 2 | Жверинский мост — мост Ужупё       | 1893 г. июнь    |
| 3 | Кафедральная площадь — Антакальнис | 1893 г. июль    |

После открытия первой линии в Вильнюсе были вывешены объявления с расписанием трамваев и ценами:
Первый трамвай с Зеленого моста на железнодорожный вокзал отправляется в 7:30 утра, а первый трамвай с железнодорожного вокзала в 8 часов утра. Последний трамвай с Зеленого моста на железнодорожный вокзал отправляется в 9:30 часов вечера, а последний трамвай с железнодорожного вокзала в 10 часов вечера. Трамваи отправляются каждые 12 минут. Плата за проезд в одну сторону, от железнодорожного вокзала до Зеленого моста или обратно — 5 копеек. Если пассажир высадился из вагона, при повторной посадке он должен оплатить полную стоимость. Дети до 3-х лет, не занимающие отдельного места, перевозятся бесплатно. Руководство конки смиренно просит пассажиров сохранять билеты до конца поездки и не обременять кондукторов разменом крупных купюр.
Ежедневно по трём маршрутам курсировало в среднем 28 вагонов. Для движения вагонов компания имела 122 лошади. Трамваи обслуживали 150 рабочих. В концессионном договоре конного трамвая было указано, что вагоны могут тянуть лошади, они могут передвигаться с помощью пара, электричества или других механических двигателей, которые предприниматель установит при необходимости. Трамвай должен был ходить с 7 часов утра до 10 часов вечера. Предполагалось, что трамваи будут двигаться со скоростью 12 вёрст (около 13 км) в час.
Вильнюсская городская дума утвердила цену билета в 5 копеек и на встрече в 1896 г. 1 августа. Позже были введены трансферные билеты, в конце первого десятилетия XX века старая цена была оставлена для введенного первого класса, билет второго класс стоил 3 копейки. Тогда были введены тарифы по времени года и ежемесячные билетные книжки, но цены и качество самого транспорта не устроили жителей города. В марте 1902 г. созданная городской думой комиссия по оценке состояния конного трамвая решение о необходимости ремонта всех 24 крытых вагонов, из них 12 — капитального; 13 открытых вагонов использовались без разрешения властей и представляли угрозу для жизни. Из 168 годных к работе только 55, не очень годных 43, остальные вообще не годных, а среди лошадей было 93 жеребца, которых использовать правилами конки было запрещено. Все четыре пассажирских павильона были непригодны для использования, два из них — Антакальнисского парома и Заречного моста — использовались как склад и дровяной сарай.
Конка постепенно вытеснила омнибусы и дилижансы из центра на окраины города. В конце XIX века появились первые велосипеды, но по центральным улицам ездить на них было запрещено. В 1905 г. в Вильнюсе начали движение несколько легковых автомобилей, открыт автобусный маршрут Площадь Гедиминаса (ныне Кафедральная площадь) — Вяркяй. Однако до Первой мировой войны в Вильнюсе было зарегистрировано всего лишь несколько автомобилей и 1154 кареты.
К 1909 г. в Вильнюсе конкой воспользовались 2,6 млн пассажиров, в среднем 1 человек 14 раз в год. Работа конки была прервана началом Первой мировой войны.

## Электрический трамвай
Ещё в конце XIX века выяснилось, что Вильнюс значительно опоздал — на тот момент электрические трамваи ходили как минимум в 15 городах Российской империи. Городское управление готовясь выкупить конку, в 1899 г. начало переговоры с бельгийскими и российскими компаниями по поводу установки электрического трамвая в Вильнюсе.
Было предложено восемь линий электрического трамвая, соединяющих центр города с пригородами. Для строительства линий нужно было расширить улицы, снести некоторые дома, для этого планировалось приобрести и снести 2 дома на Конной улице (ныне улица Арклю; лит. Arklių gatvė), часть участков на улице Ягайлы (ныне улица Йогайлос; лит. Jogailos gatvė), 17 домов на Замковой улице (ныне улица Пилес; лит. Pilies gatvė). До 1913 г. большая часть участков была куплена, но ввести электрический трамвай в Вильнюсе не удалось. По словам Арвидаса Римвидаса Чаплинскаса, этому препятствовал сложный процесс расширения городских улиц и сноса домов, а также нехватка средств — все деньги, предназначенные для введения электрического трамвая, были украдены Юзефом Пилсудским и его сообщниками в грабеже на станции Безданы (ныне Бездонис; лит. Bezdonys), а кроме того, началась Первая мировая война.

## Моторный трамвай
В межвоенное время возродить трамвай в Вильнюсе взялся инженер Людвикас Пигутковскис. Он установил старые двигатели внутреннего сгорания в старые вагоны конки. Усовершенствованный трамвай, названный в честь инженера «пигутка», снова начал курсировать по улицам города. По оценкам экспертов, после ремонта шпал и рельсов маршрут от Кафедральной площади до Поспешки (Антакальнис) должен был длиться не более 10 минут. Регулярное движение началось 25 июля 1924 года. Однако старые двигатели постоянно ломались, вагоны изнашивались, а о покупке новых никто не заботился. Кроме того, возникла конкуренция со стороны более современного вида транспорта — автобусов. Такой трамвай, являвшийся скорее туристической достопримечательностью, чем общественным транспортом, просуществовал два года. В 1926 г. рельсы конки были демонтированы по приказу городского совета, в 1932 г. часть из них будет использоваться для перевозки материалов во время ремонта Кафедрального собора.

## Трамвайный парк
Осенью 1893 г. между Ростовской (ныне Трамвайной) и Симбирской улицами был построен трамвайный парк — конюшни и место хранения вагоны. До открытия парка лошади содержались в помещении бывшего цирка Шлиома Грувичяуса на Лукишской площади (площадь Лукишкю; лит. Lukiškių aikštė), сперва именно там планировалось построить постоянный трамвайный парк, но позже решение было изменено. Для трамвайного парка в Антакальнисе было приобретено поместье Юрия и Юлии Циюновичусов, состоящее из деревянных построек по обе стороны нынешней улицы Смелё (лит. Smėlio gatvė). В одном из зданий был создан парковый офис. 22 сентября после утверждения проекта городской думой были подведены трамвайные пути, в течение сентября-ноября были установлены три конюшни, каждая из которых вмещала 64 лошади, два гаража для повозок (16 и 20 вагонов), сарай для сена, склад для инструментов и административное здание, все постройки были деревянными. 13 ноября после того как представитель конно-железнодорожного предприятия генерал-майор Федоров доложил об окончании строительства, комиссия разрешила вывезти лошадей и повозки с Лукишской площади, хотя не все здания имели крыши, покрытые жестью. В ноябре 1898 году, когда нужно было ковать лошадей на месте к комплексу построек пристроили кирпичную кузницу с четырьмя горнами. Парк действовал без перерыва до Первой мировой войны, затем его снесли и на его месте построили жилые домами.

## Скоростной трамвай
Документ, подтверждающий намерение правительства Вильнюса улучшить систему городского транспорта и расширить ее новыми видами транспорта, точнее — городской железной дорогой, датируется 19 ноября 1970 года. Перед проектировщиками появилась задача Вильнюсского горисполкома: изучить возможности скоростного трамвая для городского транспорта. План маршрута для этого вида транспорта был предложен несколько лет спустя. Первая линия должна была соединить район Пилайте с центром города. Железнодорожные туннели и станции города были спроектированы в соответствии с действовавшими в то время столичными стандартами. В Вильнюсе были созданы две рабочие группы: одна по архитектуре под руководством Юозаса Язавитаса, а другая по геологическим исследованиям под руководством Антанаса Печкайтиса. Станции метро на трассе планировались на поверхности, а под Старым городом углубили на 30 метров, поэтому геологические скважины в старом городе были пробурены на глубину до 50 метров.
В 1990 году работы были остановлены, а подготовленная документация передана в архив.

### Линии
В транспортной схеме Вильнюса было предусмотрено три линии скоростного трамвая:
1. Жилой район Судерве (Пилайте) — Аэропорт
2. Пашилайчай — Лентварис
3. Вокзал — Сантаришкес